# Ed Marinaro
Ed Marinaro es un actor estadounidense y un exjugador de fútbol americano, nacido el 31 de marzo de 1950 en la ciudad de Nueva York.
Jugó al fútbol americano universitario en Cornell donde estableció 16 récords de la NCAA. Fue el primer running back en la historia de la NCAA en lograr acumular más de 4,000 yardas por tierra en su carrera como universitario. Fue líder en carreras de la NCAA tanto en 1970 como en 1971. Marinaro quedó como finalista detrás de Pat Sullivan por el Trofeo Heisman en 1971, que es la mejor ubicación de cualquier jugador salido de la Ivy League desde que esa liga dejó de darle énfasis a sus equipos de fútbol americano a mediados de los años 1950. 
En 1972 se volvió profesional jugando para los equipos  Minnesota Vikings, New York Jets y Seattle Seahawks, logrando llegar a los Super Bowls VIII y IX con los Vikings. Fue elegido al Salón de la Fama del Fútbol Americano Universitario en 1991.
Luego de retirarse del fútbol americano, se convirtió en actor, siendo participante de las series  The Edge of Night, Laverne & Shirley, Hill Street Blues, Sisters y Blue Mountain State.